# Deer Grove
Deer Grove es una villa ubicada en el condado de Whiteside en el estado estadounidense de Illinois. En el Censo de 2010 tenía una población de 48 habitantes y una densidad poblacional de 40,73 personas por km².

## Geografía
Deer Grove se encuentra ubicada en las coordenadas 41°36′35″N 89°41′15″O / 41.60972, -89.68750. Según la Oficina del Censo de los Estados Unidos, Deer Grove tiene una superficie total de 1.18 km², de la cual 1.18 km² corresponden a tierra firme y (0%) 0 km² es agua.

## Demografía
Según el censo de 2010, había 48 personas residiendo en Deer Grove. La densidad de población era de 40,73 hab./km². De los 48 habitantes, Deer Grove estaba compuesto por el 97.92% blancos, el 0% eran afroamericanos, el 2.08% eran amerindios, el 0% eran asiáticos, el 0% eran isleños del Pacífico, el 0% eran de otras razas y el 0% pertenecían a dos o más razas. Del total de la población el 0% eran hispanos o latinos de cualquier raza.